# ヌビアの赤ニンニク

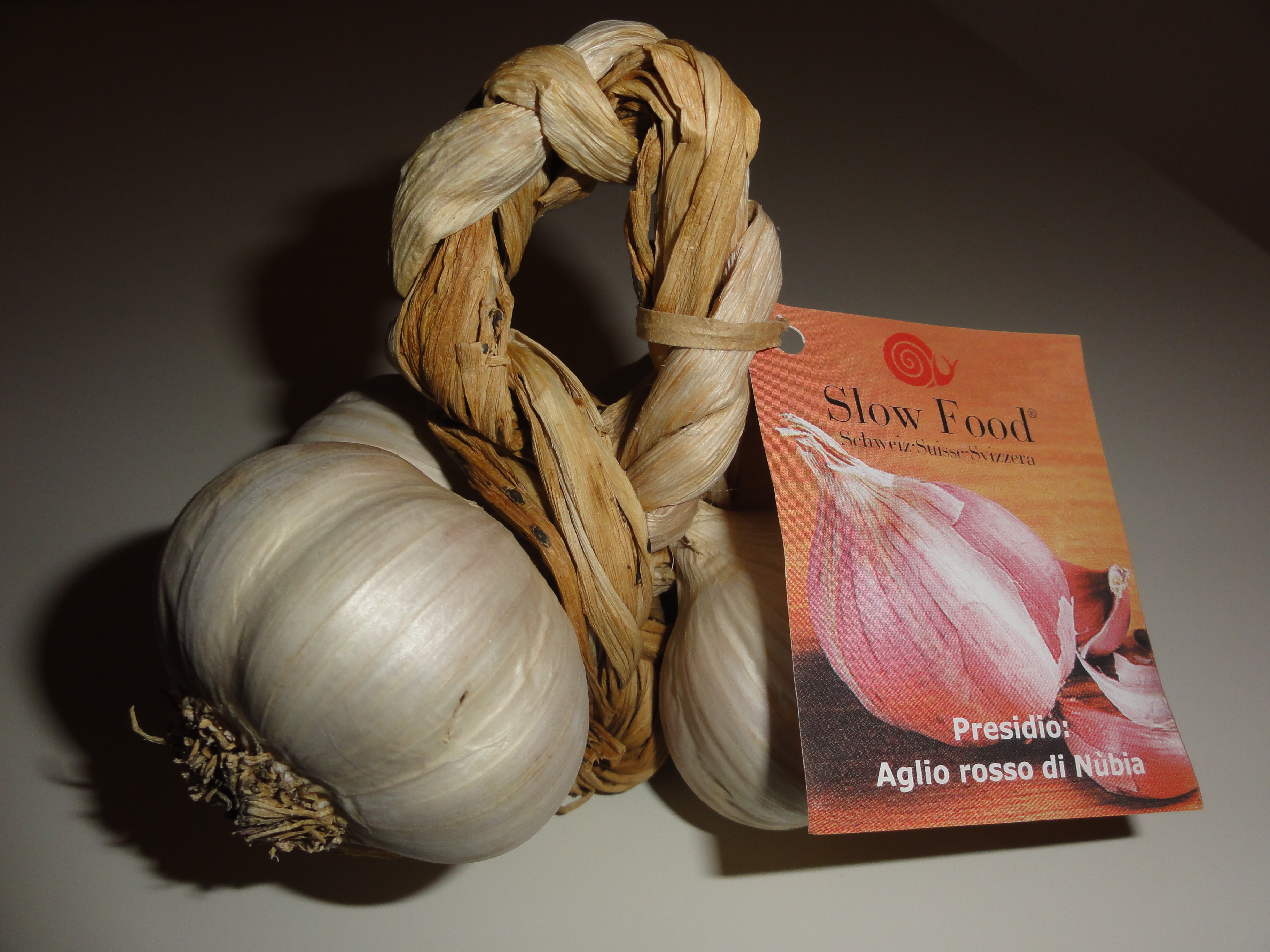
ヌビアの赤ニンニク

ヌビアの赤ニンニク（ヌビアのあかニンニク、英:Nubia Red Garlic）は、濃い紫色をした球根が特徴のシチリア産のニンニク。主にトラーパニ県のコムーネであるパチェーコのヌビアで栽培されている。その他の産地には、隣接する市町村であるトラーパニとエーリチェ、ブゼートパリッツォーロやヴァルデリチェ、マルサラとサレーミなどがある。
ヌビアの赤ニンニクは、農林水産政策省によって伝統的なイタリア食品（P.A.T.）としてリストされている。

## 特徴
ヌビアの赤ニンニクは、白色の鱗片と赤色の鱗片を合計で平均12個備えた球根を持っている。パレルモ大学の農学部が実施した分析によると、ヌビアの赤にんにくは平均をはるかに超えるアリシンの含有量があり、そのためヌビアの赤ニンニクは他より強い味を持っている。

## 栽培
栽培は、過耕作による(その土地の生産力)の低下を回避するために、パセコイエローメロン（カルトゥッチャロとしても知られる地元のメロンの品種）やソラマメ、デュラム小麦と交代で、暗く乾燥したローム質の土壌で行われる。播種は12月から1月の間に行われ、収穫は5月と6月の夕方と夜に行われる。これは、葉の水分が増えると球根の編組が容易になるためである。同じ目的で、収穫前に植物の花序が摘み取られる（摘花）。